# ウェビナー
ウェビナー（英: Webinar）は、ウェブ（Web）とセミナー（Seminar）を組み合わせた造語であり、ウェブセミナーやオンラインセミナーとも呼ばれる。
インターネット上で行なわれるセミナーそのもの、もしくはインターネット上でのセミナーを実施するためのツールを指す。
ウェブ会議システムが比較的少人数での議論を主用途とするのに対し、ウェビナーは数十〜数百人規模の参加者との対話型セミナーを、ウェブ会議システムに比べて低コストで実現することを主用途とする。
また、多人数向けの情報伝達ツール領域において、1方向だけの情報伝達であるウェブキャスト（Webcast）と対照し、ウェビナーは、実施者と参加者間の2方向で対話できる点が特徴である。
ただしツール（サービス）によっては、参加者の映像が全体に配信されない、参加者側からはチャットでの参加はできるが、音声チャットはできないなどウェブ会議とは違いがある。
特定の日時に開催されリアルタイムでやり取りが行われる場合、ウェビナーの過程を録画した動画が公開される場合などがある。

## 歴史
ウェビナーの起源は、まだインターネットが黎明期の1980年終盤に遡るとされる。リアルタイムテキストメッセージアプリが開発され、ネットワークを介してリアルタイムに情報をやり取りすることが行われ始めた。1995年になると、PictureTelがLiveShare Plusというソフトウェアを提供開始した。これはデスクトップ共有を可能にして、他のユーザーに遠隔地からコンピュータへのリモートアクセス、ファイル転送、テキストメッセージを行えるものだった。
最初のパブリックウェブ会議ソフトウェアは1996年5月にマイクロソフトが発表したNetMeetingで、Internet Explorer 3.0のコンポーネントとして登場し、リアルタイムでデータのやり取りや通信ができた。
Xerox PARCが開発した最初のウェビナーソフトウェアがPlaceWareから同年に提供開始された。このソフトウェアの特徴は、数百人以上もの聴衆向けにプレゼンテーションを行える機能で、他に投票、プライベートチャット、ウェビナー参加者をプレゼンターに昇格させる機能などであった。
1998年に、Eric R. Korbが "webinar"という単語を登録商標にしたが、異議申し立てがあった。現在は、InterCallがこの商標を保持している。
1999年には、シスコが1,000人までの聴衆にウェビナーを行えるWebEx Meeting Centerというソフトウェアを開発した。このソフトウェアは後にWebExに改称された。
その後、様々なベンダーによってさまざまなウェビナーツールが開発された。2020年に新型コロナウイルス感染症 (COVID-19)の蔓延によるパンデミックが発生すると、ほぼすべてのセミナー、イベントがオンラインに移行し、さかんにウェビナーが行われるようになった。

## 主なウェビナーツール
- Zoom
- Microsoft Teams
- ON24
- BrightTALK
- GoToMeeting
- ULIZA(ウリザ)
- millvi(ミルビィ)
- ミルビィポータル
- V-CUBEセミナー
- GigaCast
- コクリポウェビナー
- ネクプロ
- Lite FreshVoice
- Jストリーム
- 1ROLL